# Sandra Echeverría
Sandra Echeverría Gamboa (Cidade do México, 11 de dezembro de 1984) é uma atriz e cantora mexicana de ascendência dominicana mais conhecida por protagonizar a remake La Usurpadora, interpretando as gêmeas Paola e Paulina, além de suas atuações na série La Bandida, Marina, El Clon, La Fuerza del Destino e Relaciones Peligrosas, esta última de 2012.

## Biografia
Nascida na Cidade do México, Sandra Echeverría Gamboa entrou para o mundo da música com apenas 14 anos de idade, quando passou a integrar o grupo Perfiles, mais tarde conhecido como Crush. No grupo, Sandra lançou dois álbuns e realizou cerca de 200 concertos. Os maiores sucessos da banda são: Puede ser, Eres tú e Si tú te vas.
Em 2002, Sandra estreou na TV Azteca, onde teve seu primeiro contato com Bárbara Mori. Dois anos depois, Sandra voltou a atuar na Tv Azteca, como protagonista de Soñarás. Em 2006, Sandra estrelou a série Marina, um sucesso de crítica, papel que a colocou entre as maiores estrelas da mídia latina. 
Em 2010, a atriz protagonizou El Clon, novela produzida pelo Telemundo em parceria com a Rede Globo.
Em 2011 interpretou Lucía, a protagonista da novela La Fuerza del Destino, ao lado de David Zepeda. Com essa personagem, ela venceu a categoria de Melhor Atriz nos prêmios TVyNovelas 2012.
Em 2019 regressa à Televisa e é confirmada como protagonista da nova versão de La usurpadora, onde interpretou as gêmeas Paola e Paulina.

## Carreira

### Telenovelas
- 2002 - Súbete a mi moto - Mariana
- 2004 - Soñarás - Estefanía
- 2006 - Marina - Marina Hernández/Alarcón
- 2010 - El Clon - Jade Mebárak Hashim
- 2011 - La Fuerza del Destino - Lucía Lomelí Curiel
- 2012 - Relaciones Peligrosas - Miranda Cruz
- 2017 - La querida del Centauro 2 - Ana Atencio
- 2018 - La Bandida - Marina Aedo / Graciela Olmos "La bandida"
- 2019 - La usurpadora - Paulina Doria Velasco / Paola Miranda Rivas de Bernal
- 2022 - María Félix: La Doña - María Félix

### Series
- La vida es una canción
- SPP (Sin permiso de tus padres) ... Sandra
- Criminal Minds: Beyond Borders como Paula
- ABC Talent Showcase

### Filmes
- Más sabe el Diablo por viejo (2018) ... Dafne
- Un novio para mi mujer (produtora) (2013)
- Bound (2013) ... Bianca
- Volando bajo (2013) ... Sara Medrano
- Cambio de Ruta (2013) ... Nicté Domínguez
- Savages (2012) ... Magda
- Casa de mi padre (2012) ... Miguel Ernesto's wife
- El cartel de los sapos (2011) ... Eliana
- De día y de noche (2010) ... Aurora
- 2033 (2010) ... Lucía
- Condones.com (2009) ... Sandy
- Free Style (2008) ... Alejandra
- Double Dagger (2008) ... Carmen
- Crazy (2007) ... Sultry Brunette
- The Oakley Seven (2006) ... Ana María
- Enredos de amor

### Teatro
- El diluvio que viene
- Mil voces
- José el soñador

## Discografia
- Perfiles
- "Nos Volveremos a ver" - Tema principal da telenovela Marina (2006)
- Americano - 2 cancções no filme
- "Temple of thoughts" - Dúo con Vikter Duplaix
- "Dos cero tres tres" - Tema principal do filme 2033
- "El velo del amor" - Dúo con Mario Reyes. Tema principal da telenovela  El Clon (2010)
- "La fuerza del destino" - Dúo con Marc Anthony. Tema principal da telenovela La fuerza del destino (2011)
- "Morir por ti" - Dúo con Alexander Acha - La vida es... (2011)
- Sandra Echeverría (2011)
- "Aceptaré perderte" (2012)

### Videoclipes
- "Recuérdame" (2009) - de La Quinta Estación e Marc Anthony

- "La fuerza del destino" (2011) - Sandra Echeverría

## Prêmios e indicações
- Primer lugar en Festival interescolar  - Concurso de canto (1995)
- "Best New Actress" - Mexican Jounalist Circle (2002)
- "New Female Face" - New York ACE Awards (2007)

| Ano  | Premiação         | Categoria                 | Indicação                                  | Resultado | Ref.  |
| ---- | ----------------- | ------------------------- | ------------------------------------------ | --------- | ----- |
| 2012 | Prêmio TVyNovelas | Melhor Atriz Protagonista | La Fuerza del Destino                      | Venceu    | [ 4 ] |
| 2012 | Prêmio TVyNovelas | Melhor Tema Musical       | "La Fuerza del Destino" (com Marc Anthony) | Indicados | [ 4 ] |
| 2020 | Prêmio TVyNovelas | Melhor Atriz Protagonista | La usurpadora                              | Venceu    | [ 5 ] |
| 2020 | Prêmio TVyNovelas | Melhor Atriz Antagonista  | La usurpadora                              | Venceu    | [ 5 ] |